# Uppåkra
Järnåldersboplatsen, se Uppåkra (fyndplats)

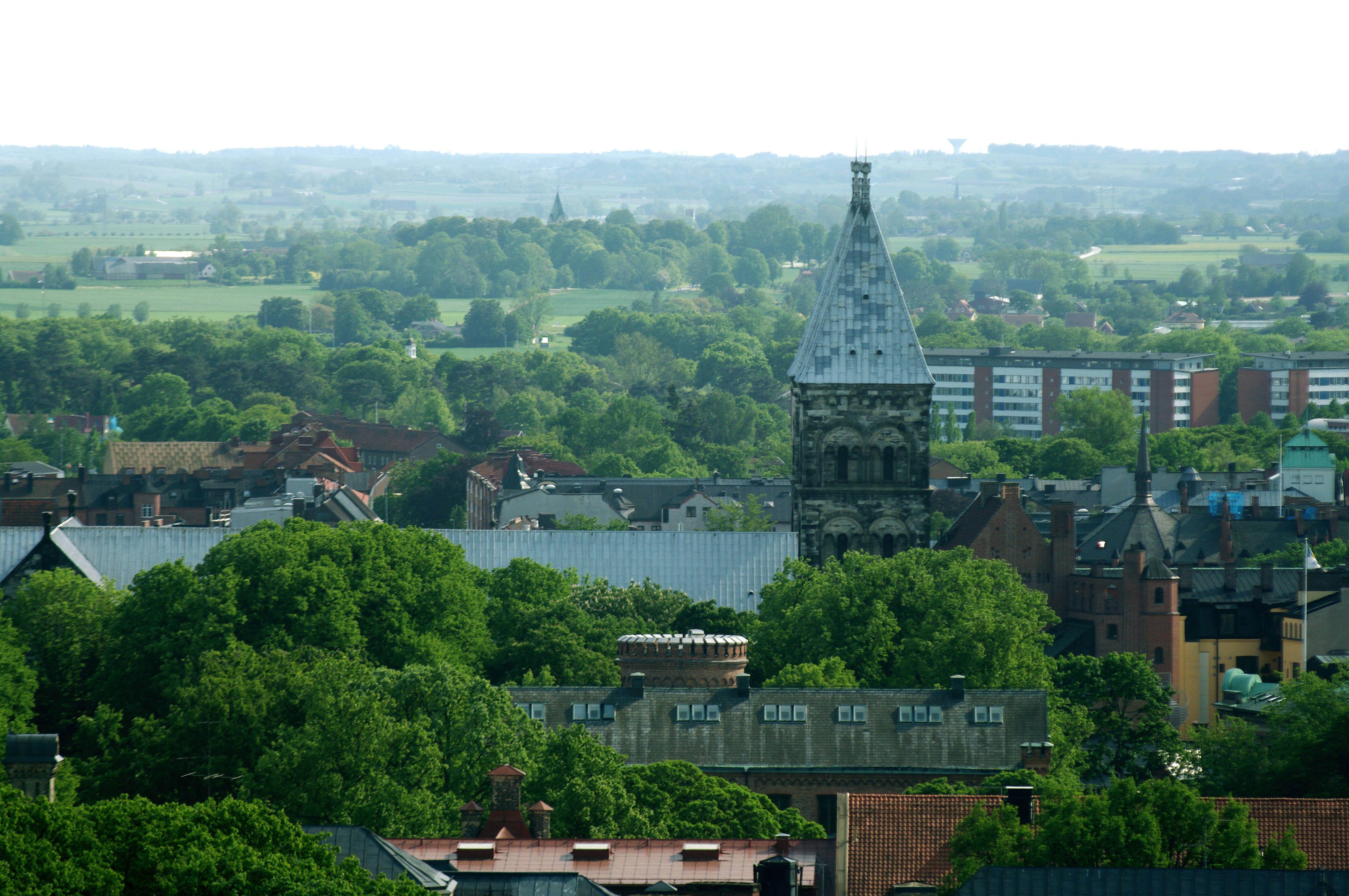
Lund och Uppåkra. I förgrunden Lunds domkyrka och i bakgrunden till vänster om domkyrkotornen rakt söderut ses Uppåkra kyrktorn.

Uppåkra, eller Stora Uppåkra, är kyrkbyn i Uppåkra socken, Staffanstorps kommun. Byn ligger vid en mindre höjd på Lundaslätten, drygt en halvmil söder om Lund. Äldre benämningar är Upaccri och Opager. Stora Uppåkra gränsar i söder till byn Lilla Uppåkra och i nordväst till den mindre tätorten Bergströmshusen som vuxit fram i modern tid.

## Äldre stadslik bosättning
På åkrarna i närheten av byn Uppåkra finns en stor arkeologisk fyndplats, som efter byn brukar kallas Uppåkra. En mindre del av det stora fyndområdet är utgrävt (2022). Man beräknar att det funnits en stadsliknande bebyggelse från järnåldern som täckt omkring 40 hektar (0,4 km²) och att platsen varit ett maktcentrum i omkring 1000 år. Den stadsliknande bebyggelsen har minskat i betydelse på 900-talet, och bosättningen försvann på 1000-talet, eventuellt som en konsekvens av det nya kristna maktcentrumet i Lund.